# Sankt Gallen-i Bruno
Bruno – egyes forrásokban Prun, Prunward – Sankt Gallen-i szerzetes volt, akit Géza fejedelem kérésére I. Ottó német-római császár küldött Magyarországra mint térítőpüspököt, hogy Gézát és családját megkeresztelje, valamint terjessze a nyugati rítusú kereszténységet. A régi források gyakran keverik a néhány évtizeddel később működött Querfurti Brúnóval, ill. Bruno augsburgi püspökkel.
Géza fejedelem 972-ben üzenetet küldött Ottó császárnak, hogy egész családjával meg kíván keresztelkedni. A Rómából hazatérő I. Ottó császár és II. Ottó társcsászár nyáron kelt át az Alpokon Paviából Sankt Gallenba és itt kaphatták meg az üzenetet valószínűleg augusztusban. I. Ottó rögtön kijelölte Brunót a magyarországi térítés feladatára mint térítőpüspököt, aki ebben a minőségében független volt a német egyházszervezettől, csak a császári kápolnától, a császár főkáplánjától, Rudbert mainzi érsektől függött, ahogy a kiváltságolt Sankt Gallen-i kolostor is egyenesen a császári kápolna alá tartozott. Brunót valószínűleg már szeptemberben püspökké szentelte a mainzi érsek, majd Passauban átadta a császár ajánlólevelét Piligrim passaui püspöknek, és az ott kapott kísérettel októberben érkezhetett Magyarországra.
Piligrim passaui püspök leírása szerint Bruno térítői ünnepélyesen felvonulva, imádkozva, énekelve, keresztet és Krisztus képét hordozva maguk előtt jöttek a magyarokhoz, mondandójukat tolmács közvetítette. A magyarok ekkor már másfél évszázada éltek szlávok mellett, ez lehetett az a közvetítőnyelv, amelyen keresztül el lehetett érni őket. A németek, azaz bajorok nyilván a karantánok szlovén nyelvét használták e célból. Ezért származik a keresztény vallással kapcsolatos szavaink jelentős része a szlovénből.
Bruno megkeresztelte Gézát és öccsét, Mihályt is. Az ezt követő két-három évben sikerült a vezető rétegből megkeresztelni további mintegy ötezer embert és a magyarok által fogolyként elhurcoltak is tömegével kereszteltették meg a missziónál gyermekeiket. Ezek főleg a fejedelmi udvarház körül letelepített szolgálónépek voltak. Piligrim szerint ők kezdték építeni az első kápolnákat, ezekkel lehetnek kapcsolatban a Szentgál helynevek, amelyek csak 10. századi fejedelmi szálláshelyek körül fordulnak elő. Ezek közül kettő Baranyában Koppányhoz kapcsolódik – ami arra utal, hogy Koppány is megkeresztelkedett –, egy-egy pedig a somogyi Orcihoz és a nógrádi Veselény pusztához – a Wesselényi család névadójához –, azaz a Géza alatt beköltözött Orci és Vecelin sváb lovagokhoz. Ez utóbbiak lehetnek azonban később elkobzott fejedelmi szálláshelyek is – mondjuk Orci Koppánytól.
Bruno hazatérte után Sankt Gallenben összefoglalták a magyarok 926. évi ottani hadjáratát, a Sankt Gallen-i kaland-ot, amelyben reális képet nyújtottak a kalandozó magyar vitézekről. Bruno missziója után Sankt Gallennek kapcsolata Magyarországgal a középkorban nem volt.